# Abbaye du Moutier
L’abbaye du Moutier est une ancienne abbaye bénédictine, située à Thiers dans le département du Puy-de-Dôme. Elle fut fondée au XIe siècle, sur la rive de la Durolle, au pied d'un éperon rocheux sur lequel fut fondée la cité médiévale de Thiers. Elle a été inscrite aux Monuments historiques en 2006.
Autrefois, l'abbaye était rattachée à l'église Saint-Symphorien située à quelques mètres.

## Histoire
L'abbaye était un édifice important au XIIe siècle, réduit aujourd'hui aux travées de la nef et des bas-côtés, le reste étant en ruine par suite de la chute d'un clocher qui occupait la croisée et d'inondations en 1701 de la capricieuse Durolle. 
En 1011, l'abbaye passe sous le contrôle de l'abbaye de Cluny et adopte la règle bénédictine.
Au XIXe siècle, la construction d'un chœur à l'emplacement de cette croisée laisse de côté le reste. La nef se terminait par une abside circulaire et deux absidioles. Au sud du chœur se trouve une chapelle du XIVe siècle. Les piliers ouest de la croisée ont été refaits au XVIe siècle. La façade ouest conserve une tour dont les deux étages ont été refaits, l'un au XIIIe siècle, l'autre au XIXe siècle. 
Le dernier abbé commendataire de l'abbaye a été Jean Baptiste de Saint-Didier, aumônier du comte d'Artois, frère du roi, mais quelques moines y sont restés jusqu'à la Révolution. 
De son passé prestigieux, il ne reste que l'église romane Saint-Symphorien et le Logis abbatial avec ses dépendances, remanié à la fin du XVIIIe siècle. Le Logis dispose d'une élégante décoration intérieure Louis XVI.

## Galerie

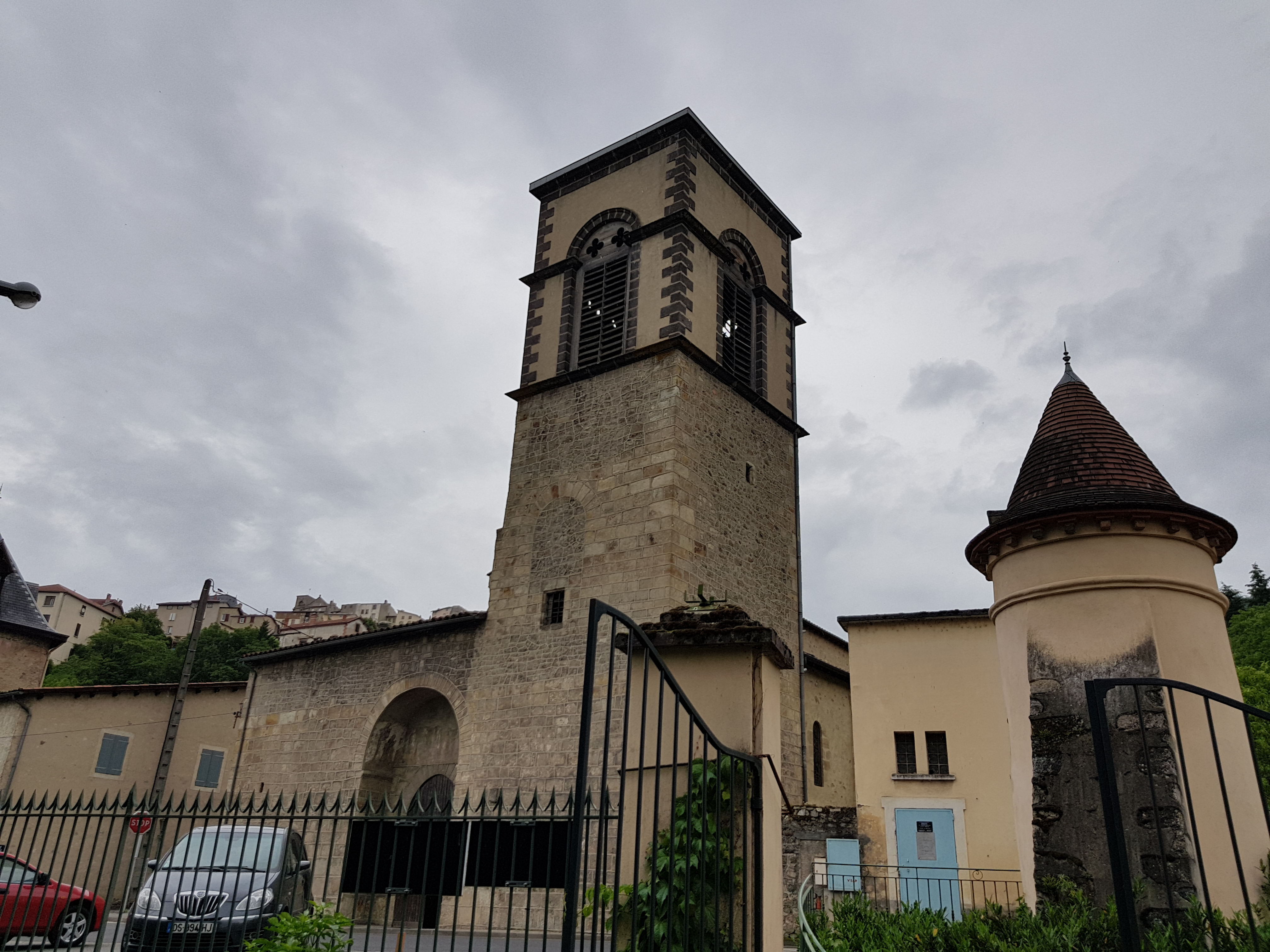
La façade ouest de l'église.
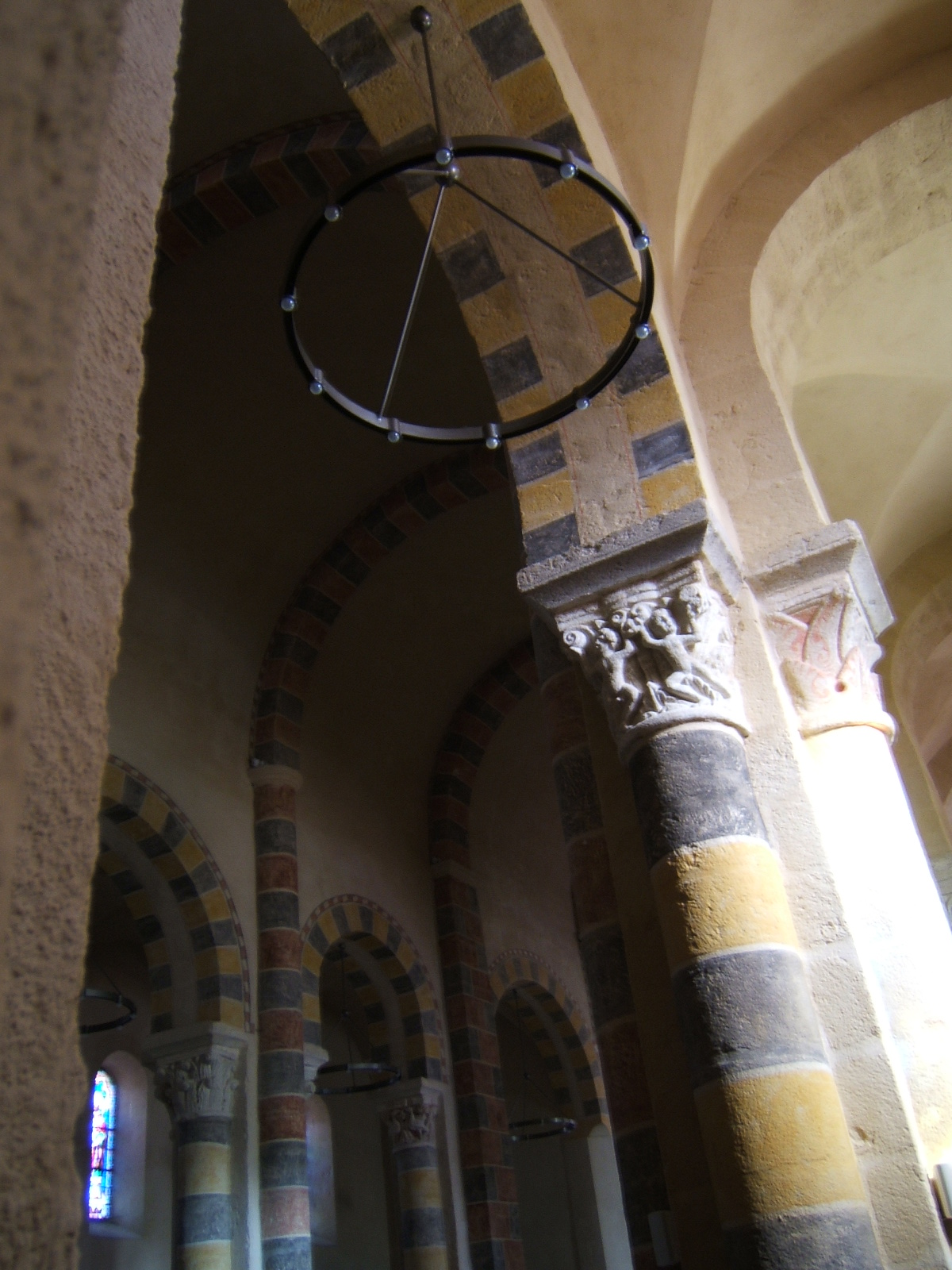
Intérieur de l'église.
Intérieur de l'église.
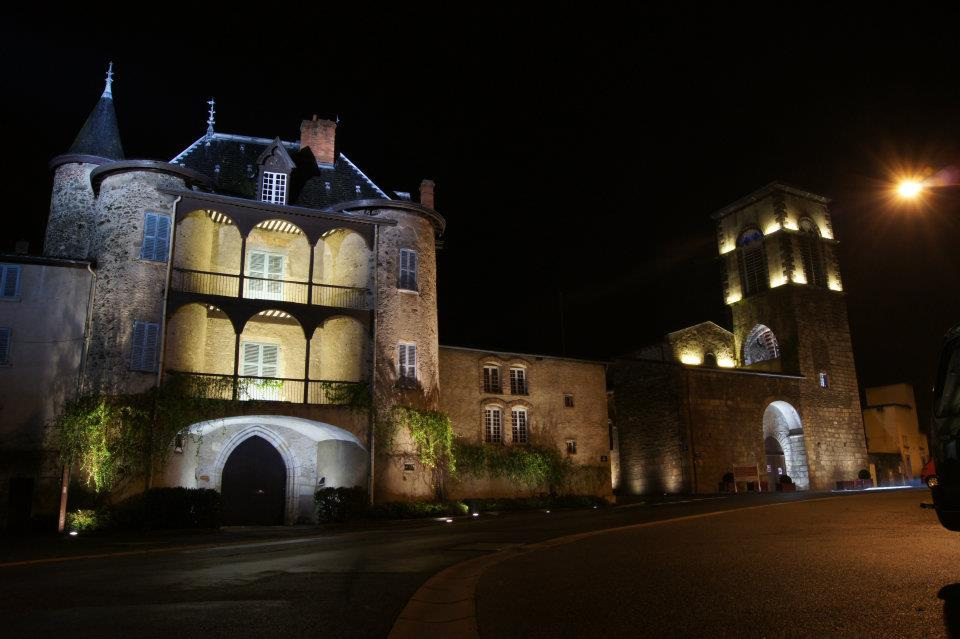
L'entrée principale de l'abbaye à gauche et l'église à droite, de nuit.

## Divers
- L'abbaye est visitable en juillet et août.
- Le quartier entourant l'abbaye était séparé de la cité de Thiers. Il fut rattaché à celle-ci en 1793[5].